# Святослав (єпископ Луцький)
Святослав (? – 1410) – єпископ РКЦ, римо-католицький священник, кармеліт, єпископ Луцький. 

## Життєпис
Ймовірно, Святослав був чехом, однак не можна виключати можливість його польського походження. 
Син Ярослава. Приєднався до Ордена Кармелітів, швидше за все, у Празі. Після року новіціату став релігійним професором.  
У документі папи Боніфація IX від 15 листопада 1392, в якому Святослав був призначений папським капеланом, згадується про нього як професора.  
У 1399 за підтримки папи отримав пресвітерство у Радчіце. 
Можливо, Святослав приїхав до Польщі у зв’язку із закладенням монастирів кармелітів у Кракові та Познані Ядвігою та Владиславом ІІ Ягайлом. 
12 травня 1404 папа Боніфацій IX призначав Святослава єпископом Луцьким (в якості суфрагана Галицької архидієцезії). Відсутня інформація, від кого і коли Святослав приймав єпископське рукоположення. 
Це призначення папи зустрілося з опозицією польського короля Владислава ІІ Ягайла, великого литовського князя Вітовта та єпископа Володимирського Гжегожа Бучковського, оскільки дестабілізувало церковні відносини на Волині, що належала до Володимирської єпархії. Вітовт бачив у призначенні нового єпископа можливість відсторонення частини Волині від Литви на користь Польщі. 
Єпископ Гжегож Бучковський під час собору у Пізі попросив вирішити конфлікт новообраного антипапу Олександра V.  
Соборна комісія обговорювала цю тему на чолі з кардиналом Енріко Мінутолі. Зрештою, Олександр V заявив, що справу має розглянути людина, яка краще ознайомиться з церковними відносинами в Україні, і призначив єпископа Краківського Пйотра Виша суддею, що був присутній у Пізі.  
За наказом єпископа Виша антипапа віддав перевагу єпископу Бучковському, жодного разу не називаючи єпископа Святослава.  
Але Олександр V заперечив, що, почувши аргументи обох сторін, єпископ Виш може відкинути звинувачення єпископа Бучковського. Вирок, винесений єпископом Вишем у цій справі, не відомий. Невідомо також, чи це було зроблено взагалі. 
У пізніші роки єпископ Святослав з'являється в джерелах лише один раз – у листі від 1410 Владислава ІІ Ягайла до невідомого папи, в якому король повторював звинувачення проти ієрарха. Можна припустити, що єпископ Святослав помер незабаром після його написання або був видалений з собору після повернення до Польщі єпископа Виша. 